# Sommer-Paralympics 2004/Teilnehmer (Ruanda)
| stlisierte Goldmedaille | stlisierte Silbermedaille | stlisierte Bronzemedaille |
| ----------------------- | ------------------------- | ------------------------- |
| —                       | —                         | 1                         |

Ruanda nahm an den Sommer-Paralympics 2004 in Athen mit zwei Athleten teil. Jean de Dieu Nkundabera gewann eine Bronzemedaille im T46 800-Meter-Lauf und damit die erste Medaille Ruandas bei den Paralympics.

## Teilnehmer nach Sportart

### Leichtathletik
| Name                    | Klasse | Wettbewerb     | Halbfinale | Finale        | Belege      |
| ----------------------- | ------ | -------------- | ---------- | ------------- | ----------- |
| Männer                  |        |                |            |               |             |
| Jean de Dieu Nkundabera | T46    | 800-Meter-Lauf | 5          | 3             | [ 1 ] [ 2 ] |
| Frauen                  |        |                |            |               |             |
| Olive Akobasenga        | T46    | 200-Meter-Lauf | 6          | ausgeschieden | [ 3 ]       |